# Ingar Stokstad
Ingar Stokstad (né le 16 décembre 1989) est un coureur cycliste norvégien faisant carrière sur route.

## Palmarès sur route
- 2007
  -  Champion de Norvège du contre-la-montre par équipes juniors (avec Stian Berger Larsen et Joakim Gunnerud)
  - 2e du championnat de Norvège du contre-la-montre juniors
- 2010
  - Feiringrittet

## Palmarès sur piste
- 2007
  -  Champion de Norvège de poursuite juniors